# Kyalite
Kyalite är en ort i Australien. Den ligger i kommunen Murray River och delstaten New South Wales, i den sydöstra delen av landet, omkring 720 kilometer väster om delstatshuvudstaden Sydney. Antalet invånare är 107.
Trakten runt Kyalite är nära nog obefolkad, med mindre än två invånare per kvadratkilometer.. Närmaste större samhälle är Piangil, omkring 18 kilometer sydväst om Kyalite. 
Trakten runt Kyalite består till största delen av jordbruksmark. Genomsnittlig årsnederbörd är 353 millimeter. Den regnigaste månaden är februari, med i genomsnitt 56 mm nederbörd, och den torraste är november, med 8 mm nederbörd.